# Sportzeiten
Sportzeiten, Eigenschreibung SportZeiten, ist eine seit 2001 erscheinende deutsche Sportfachzeitschrift. Der Jahrgang 1 von 2001 trug den Titel Sportzeit.
Verlegt wird sie vom Göttinger Verlag Die Werkstatt und hat die ISSN 1617-7606.
Im Schwerpunkt behandelt sie Sportgeschichte aus unterschiedlichen Disziplinen.